# Murex
Murex és un gènere de gastròpodes marins depredadors. Són carnívors i viuen en mars tropicals.
La paraula murex ja la va fer servir Aristòtil per a referir-se a aquest tipus de cargol, per tant és un dels noms científics més antics que encara es fa servir.

## Distribució
Murex és un gènere Indo-Pacífic com demostrà Ponder & Vokes el 1988. Les espècies de l'oest de l'Atlàntic que abans es consideraven dins d'aquest gènere i ara s'ubiquen en el gènere Haustellum.

## Hàbitat
La majoria d'espècies de Murex viuen en la zona entre marees entre roques i coralls

## Descripció
El gènere inclou espècies molt vistoses, les closques són allargades amb espines o fronds. La superfície interior sovint és amb colors brillants.

## Ús
Els antics fenicis en feien tints purpuris molt apreciats i valuosos, per a fer-los feien servir el moc de la glàndula hipobranquial dels murex de dues espècies Murex brandaris i Murex trunculus, que són els noms antics de les espècies que ara es coneixen com a Haustellum brandaris i Hexaplex trunculus.
La porpra obtinguda d'aquests cargols es feia servir en els vestits de la reialesa o els cerimonials encara es fa servir per cerimònies del judaisme com la del tzitzit.

## Taxonomia
- Murex hoplites
- Murex radula
- Murex acanthostephes
- Murex aduncospinosus :
- Murex africanus
- Murex alocatus
- Murex altispira :
- Murex antillarum :
- Murex brandaris : corn amb pues
- Murex brevispina :
- Murex brevispina brevispina
- Murex brevispina macgillivrayi
- Murex brevispina ornamentalis
- Murex carbonnieri :
- Murex concinnus
- Murex coppingeri
- Murex djarianensis
- Murex djarianensis poppei
- Murex falsitribulus
- Murex forskoehlii
- Murex hystricosus
- Murex kerslakai
- Murex megapex
- Murex occa :
- Murex pecten:
- Murex pecten soelae
- Murex philippinensis
- Murex pulcher :
- Murex queenslandicus
- Murex salomonensis
- Murex scolopax :
- Murex serratospinosus
- Murex singaporensis
- Murex somalicus
- Murex spectabilis
- Murex spicatus
- Murex surinamensis
- Murex trapa :
- Murex tribulus :
- Murex tribulus spicatus
- Murex tribulus tenuirostrum
- Murex tribulus tenuirostrum africanus
- Murex tribulus ternispina
- Murex troscheli :
- Murex antelmei